# Eublemma costagna
Eublemma costagna är en fjärilsart som beskrevs av William Schaus 1904. Eublemma costagna ingår i släktet Eublemma och familjen nattflyn. Inga underarter finns listade i Catalogue of Life.